# Saadidynastie
De Saadidynastie (Arabisch: سعديون), ook wel de Bani Zaydan of Saadiden, was een Arabische dynastie die als sultans in Marokko die heerste van 1554 tot 1659.

## Geschiedenis

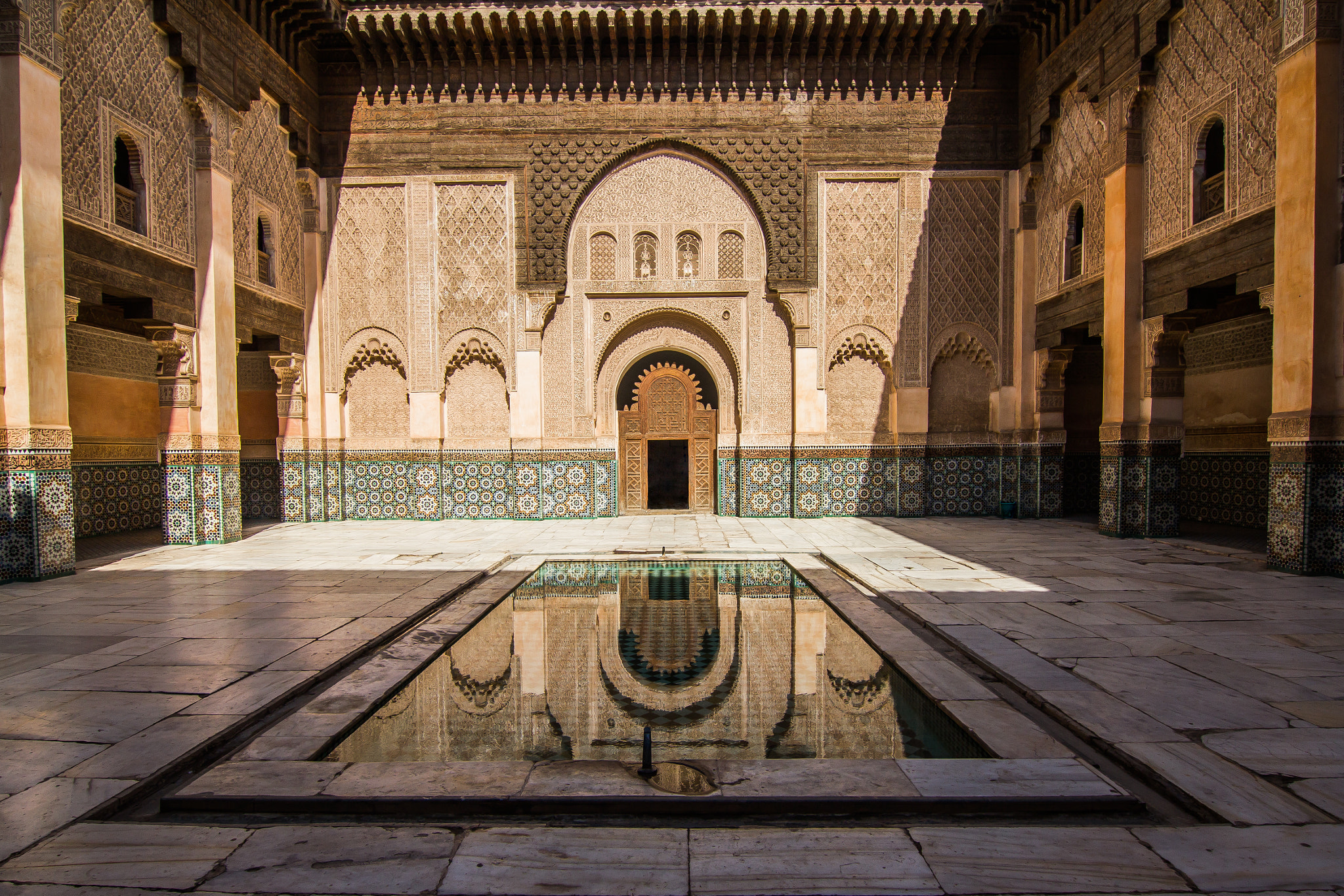
Ben Youssef Madrasa in Marrakesh, gebouwd (in zijn huidige vorm) door Sultan Abdallah al-Ghalib, voltooid in 1564-1565 CE

De dynastie begon met de heerschappij van sultan Mohammed al Sheikh in 1554. Van 1509 tot 1554 regeerden ze enkel over het zuiden van Marokko. De Saadiheerschappij eindigde in 1659 met de afzetting van sultan Ahmad al Abbas. De Saadifamilie waren nakomelingen van de profeet Mohammed. Zij behoorde tot de stam van de Hassaniden, nakomelingen van Hassan. Hassan was de kleinzoon van de profeet, zoon van de dochter van de profeet genaamd Fatima. Ze waren afkomstig van Tagmadert in de vallei van de rivier de Draa, van het dorp Tidzi (een kasteel 10 km ten noorden van Zagora), waar ze als Arabische inwijkelingen de plaatselijke Sanhaja-berbers domineerden. De meest bekende Saadisultan was Ahmad I al-Mansur (1578-1603), die het El-Badipaleis in Marrakesh liet bouwen.
De Saadidynastie versloeg de Portugezen in de Slag der Drie Koningen en verdedigde het land tegen het Turkse Ottomaanse Rijk. Voor ze Marrakesh veroverden hadden ze Taroudant als hoofdstad. Na 1659 werden ze opgevolgd door de eveneens Arabische Alaoui-dynastie.
De Saaditombes werden herontdekt in 1917 en staan tentoon in Marrakesh.

## Dynastie
Tot 1554 enkel in Zuid-Marokko:
- Abu Abdallah al-Qaim (1509-1517)
- Ahmad al-Araj (1517-1544)
- Mohammed ash-Sheikh (1544-1557) (regerend over heel Marokko na 1554)
- Abdallah al-Ghalib (1557-1574)
- Abu Abdallah Mohammed II (1574-1576)
- Abu Marwan Abd al-Malik I (1576-1578)
- Ahmad I al-Mansur (1578-1603)
- Abu Fares Abdallah (geboren 1564) (1603-1608 in delen van Marokko)

1603-1659 Hoofdstad van de dynastie in Marrakesh
- Zidan Abu Maali (1603-1627)
- Abu Marwan Abd al-Malik II (1627-1631)
- Al Walid ben Zidan (1631-1636)
- Mohammed esh Sheikh es Seghir (1636-1655)
- Ahmad el Abbas (1655-1659)

1603-1627 Hoofdstad van de dynastie in Fez (met enkel lokale macht)
- Mohammed esh Sheikh el Mamun (geboren 1560), (1604-1613)
- Abdallah II (1613-1623)
- Abd el Malek (1623-1627)